# Электротопливо
Электротопливо (Electrofuel, e-fuel) — один из видов синтетического топлива, новый класс углеродно-нейтральных заменяющих видов топлива, которые производятся с помощью электроэнергии из возобновляемых источников. Они являются альтернативой авиационному биотопливу. В основном представляют собой бутанол, биодизель и водородное топливо, но включают также спирты и углеродсодержащие газы, такие как метан и бутан.

## Исследования
Основным источником финансирования исследований по жидкому электротопливу для транспорта была Программа по производству топлива Энергетического агентства перспективных исследовательских проектов (ARPA-E), возглавляемая Эриком Тоуном. ARPA-E, созданный в 2009 году под руководством министра энергетики при президенте Обамы Стивена Чу, является попыткой Министерства энергетики (DOE) дублировать работу Агентства перспективных оборонных исследовательских проектов DARPA. Примеры проектов, финансируемых в рамках этой программы, включают биодизельное топливо OPX Biotechnologies под руководством Майкла Линча  и работу Дерека Ловли по микробному электросинтезу в Массачусетском университете в Амхерсте  которая, как сообщается, произвела первое жидкое электротопливо с использованием CO2 в качестве сырья. Описание всех исследовательских проектов программы ARPA-E Electrofuels Program можно найти на веб-сайте программы. 
Первая конференция по электротопливу, спонсируемая Американским институтом инженеров-химиков, прошла в Провиденсе, Род-Айленд, в ноябре 2011 года . Согласно докладам, сделанным на этой конференции, некоторые исследовательские группы нашли принципиальное решение задачи и работали над выведением технологии на уровень рентабельности.
Электротопливо потенциально может стать разрушительным фактором в экономике, если оно будет дешевле, чем нефтяное, а химическое сырье, произведенное электросинтезом, дешевле, чем полученное из сырой нефти. Электротопливо также имеет большой потенциал для продвижения возобновляемых источников, поскольку может стать удобным аккумулятором вырабатываемой ими электроэнергии.
По состоянию на 2014 год в связи с развитием технологии гидроразрыва пласта, ARPA-E сместила акцент с электрического сырья в сторону природного газа.

## «Порше» и проект «Хару Они»
В конце 2020 года компания «Порше» объявила, что рассматривает углеродно-нейтральные виды топлива в качестве альтернативы существующим, включая электричество. Электротопливо сможет обеспечить экологическую чистоту автотранспорта и одновременно решить проблемы, характерные для электротранспорта.
Первым проектом в рамках этой программы стал проект «Haru Oni», запускаемый в Чили совместно с энергетическими компаниями Siemens Energy, AME, ENAP и ENEL.
Синтетическое топливо — это жидкое топливо, получаемое из угля, природного газа или сырья биомассы, и его можно производить различными способами. В проекте «Хару Они» предполагается производить синтетический метанол, который станет основой для электрического дизельного топлива, бензина или керосина. Источником энергии будут ветряные электростанции, отчасти именно поэтому в качестве места реализации проекта выбрана Чили. В качестве сырья будет использован CO2 из воздуха и электролитически получаемый водород.
По словам представителей «Порше», это первый в мире проект по созданию «интегрированной коммерческой промышленной установки для производства синтетического климатически нейтрального топлива».
К 2022 году будет произведено 130 000 литров электротоплива, а к 2026 году этот объем увеличится до 550 миллионов литров. Часть его пойдет «Порше», который является основным «покупателем зеленого топлива» и который будет использовать его для автомобилей, разработанных Porsche Motorsport, в центрах Porsche Experience и, в конечном итоге, в серийных автомобилях.

## Примеры
- Audi работает на е-дизеле и е-газе.[11]

## Внешние ссылки
- Lovett, Richard A. (2013-06-17). Electrofuels: Charged Microbes May "Poop Out" a Gasoline Alternative. National Geographic. Дата обращения: 23 июля 2013.